# تورو مینیگیشی (بازیگر)
تورو مینیگیشی (انگلیسی: Tōru Minegishi؛ ۱۷ ژوئیهٔ ۱۹۴۳ – ۱۱ اکتبر ۲۰۰۸) بازیگر ژاپنی بود.
او از ۱۹۶۳ تا ۲۰۰۸ در بیش از صد فیلم به ایفای نقش پرداخت که از میانشان می‌توان گودزیلا در برابر بیولانته (۱۹۸۹)، فوندوه: نسل جدید (۱۹۹۶)، عزیمت‌ها (۲۰۰۸) و حادثه شینجوکو (۲۰۰۹) را نام برد.